# David Kappelin
David Kappelin, född 10 april 1995, är en svensk friidrottare (stavhoppare) tävlande för Örgryte IS. År 2015 vann han SM-guld i stavhopp. 

## Personliga rekord
| Utomhus - Höjdhopp – 1,86 (Gävle 8 augusti 2014) - Stavhopp – 5,22 (Söderhamn 8 augusti 2015) - Stavhopp – 5,22 (Söderhamn 7 augusti 2015) | Inomhus - Stavhopp – 5,01 (Stockholm 17 februari 2016) |